# Чабольд, Жан Луи
Жан Луи Чабольд (фр. Jean Louis Tschabold; 25 декабря 1925 — 29 апреля 2012, Эпалинж, кантон Во, Швейцария) — швейцарский гимнаст, серебряный призёр летних Олимпийских игр 1952 в Хельсинки в командном первенстве.
На чемпионате мира в Базеле (1950) стал чемпионом, а в 1954 г. (Рим) — бронзовым призёром. На летних Играх в Хельсинки (1952) стал серебряным призёром в командном первенстве. С 1955 г. работал фитнес-тренером. В 1955—1980 гг. одновременно работал комментатором соревнований по гимнастике на швейцарском телевидении.